# Theta Tauri
Theta Tauri (θ Tau) – układ gwiazd znajdujący się w gwiazdozbiorze Byka, będąca jednocześnie składnikiem gromady otwartej Hiad, odległej średnio o 152 lat świetlne od Słońca.
Jest to gwiazda optycznie podwójna, którą tworzą dwie gwiazdy fizycznie podwójne: Theta¹ Tauri oraz Theta² Tauri. Według pomiarów paralaksy, w przestrzeni dzieli je odległość czterech lat świetlnych, co sugeruje, że systemy te nie są związane. Nawet będąc w tej samej odległości od Słońca, gwiazdy te byłyby oddalone o 16 tysięcy jednostek astronomicznych i gdyby okrążały wspólny środek masy, trwałoby to ponad 700 tysięcy lat. Tak słabe powiązanie grawitacyjne mogłoby zostać łatwo zerwane przez grawitację innych członków gromady.